# Fir Park
Il Fir Park è uno Stadio situato a Motherwell, in Scozia. Lo stadio è stato inaugurato nel 1895. Lo stadio ospita le partite casalinghe dello Motherwell Football Club. Ha una capienza di 13 742 persone.